# Schleicher ASK 23

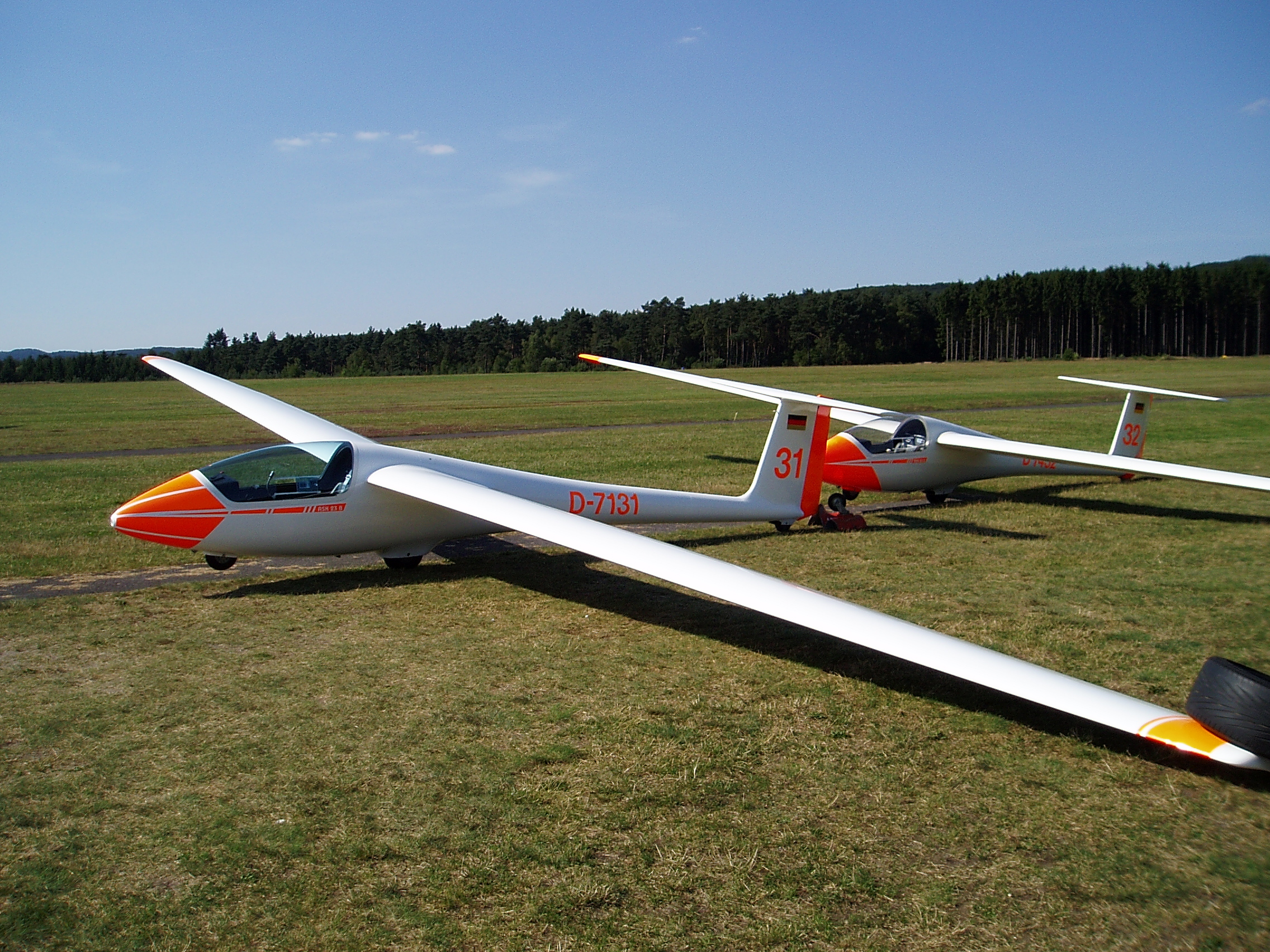

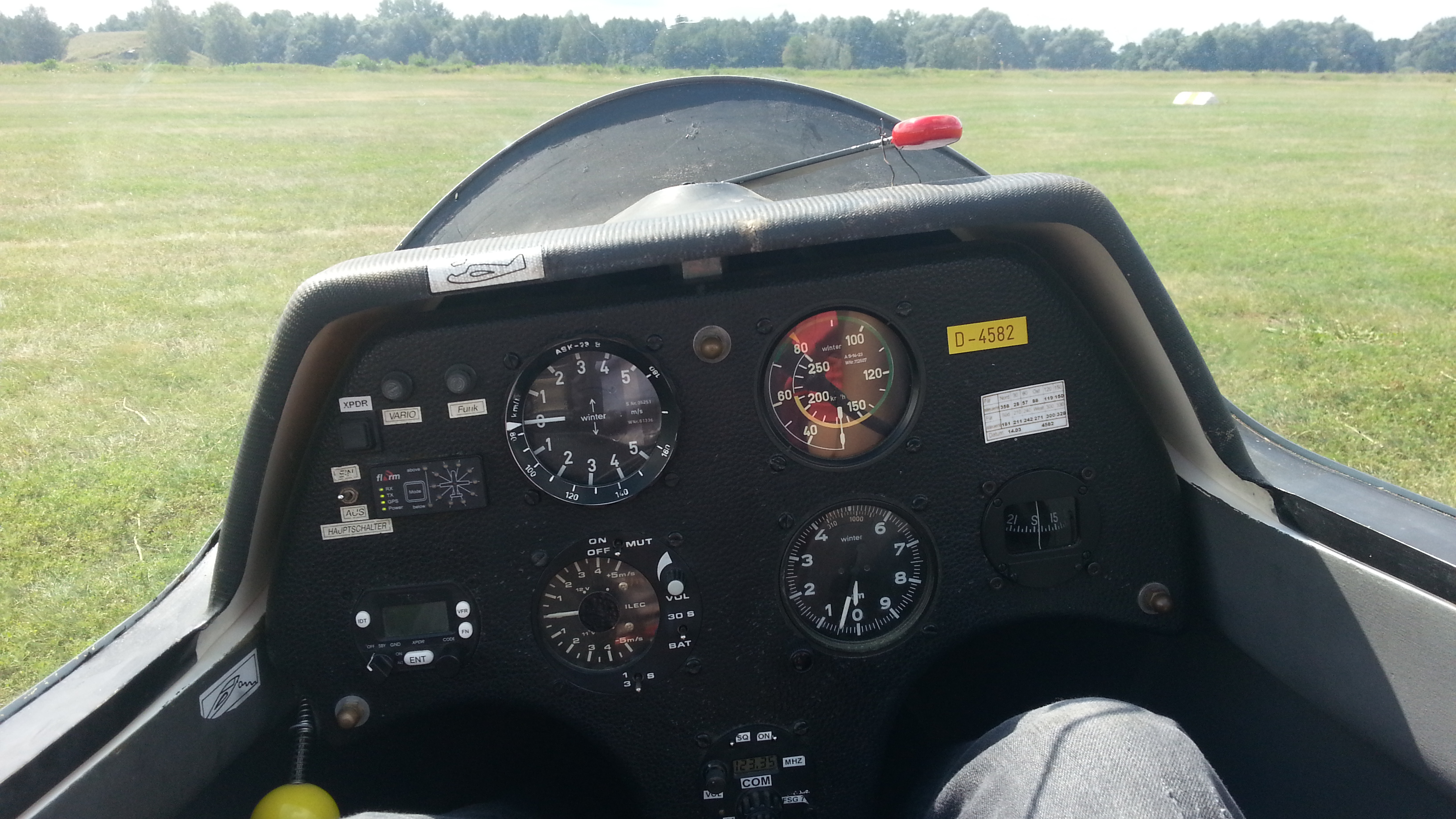
ASK 23B“D-4582”的仪表板

Schleicher ASK 23是一款玻璃钢结构的单座滑翔机 。该机良好的飞行特性结合了优秀的低速和出色的快速飞行性能，因此被认为是B阶段和C阶段飞行学员的理想飞机。它是鲁道夫·凯泽的最后作品，于1983年开始首飞。 它符合FAI 俱乐部级的标准 。 到2001年为止，共建造了51架Schleicher ASK 23和102架减轻重量的型号ASK 23B。 

## 历史
在双座教练机ASK 21取得巨大成功后， Schleicher公司的客户们对训练用单座式飞机的需求开始增加，这种单座飞机适于学员们在完成首次单飞之后的下一步训练。 于是ASK 23应运而生。它的驾驶舱在基本结构和坐姿方面与ASK 21非常相似，飞行特性也很接近。由于重量较轻，它比ASK 21更灵活，  此外它的尾旋性能也更好。 

## 飞机结构
Schleicher ASK 23采用玻璃钢材质制造，中单翼，翼展15米没有襟翼 。 
由玻璃纤维泡沫夹层结构的层流翼采用Wortmann翼型， 扰流板从机翼上表面探出。 副翼和升降舵以及扰流板采取杆式连接。 副翼和扰流板在装配过程中必须靠手工连接。 
ASK 23B不仅适用于第一次单飞之后的训练，也可以用于参加竞赛飞行。 
玻璃钢夹层材质的机身采用细管状核心结构，拥有宽敞的保护式驾驶舱。 驾驶舱配有飞行中可调节的舵踏板，带有贴合的降落伞的可调节靠背支撑和侧扶手。 带阻尼的升降舵采用T型布局，并配有弹簧式配重 。 
起落架由刚性安装的前轮和主轮以及方向舵下方的滑橇或尾轮组成。 ASK  23配备有机械鼓式制动器。 
ASK 23和ASK 23B被批准用于普通特技飞行（旋转，旋转，转弯，懒惰八，吊灯等动作）。 

## 技术数据

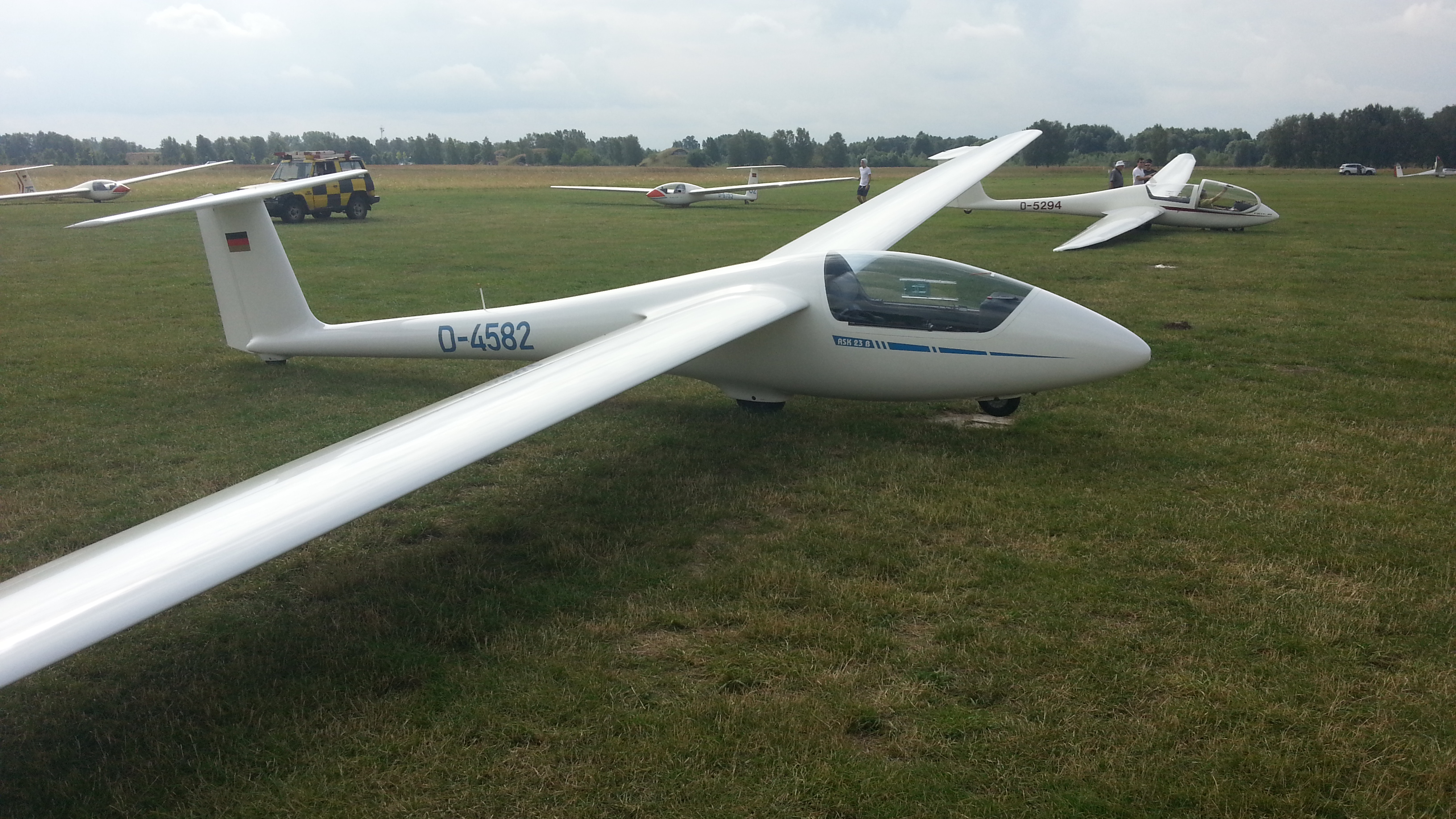
Neuruppin滑翔机机场上的ASK 23B“D-4582”

括号中的值仅适用于Schleicher ASK 23，其余则也适用于Schleicher ASK   23B。 
| 参数                               | 数据                          |
| ---------------------------------- | ----------------------------- |
| 翼展                               | 15米                          |
| 机翼面积                           | 12.9平方米                    |
| 展弦比                             | 17.4                          |
| 机身长度                           | 7.05米                        |
| 驾驶舱内的机身高度                 | 0.92米                        |
| 座舱宽度                           | 0.65米                        |
| 尾翼高度                           | 1.12米                        |
| 翼型                               | Wortmann FX 61-168和FX 60-126 |
| 最简设备下空重                     | 约240公斤                     |
| 最大起飞重量                       | 360公斤（380公斤）            |
| 最大翼载                           | 27.9千克/平方米               |
| 85 kg有效载荷时的翼载              | 25.19千克/平方米              |
| 最大驾驶舱有效载荷                 | 110公斤（120公斤）            |
| 最高时速                           | 215公里/小时                  |
| 最大速度，强烈湍流时               | 145公里/小时                  |
| 最大可机动速度                     | 145公里/小时                  |
| 失速速度                           | 64公里/小时                   |
| 飞机牵引的最高速度                 | 145公里/小时                  |
| 绞车牵引的最高速度                 | 125公里/小时                  |
| 俯冲飞行中扰流板允许伸出的最大速度 | 高达215公里/小时              |
| 最低下降速度                       | 0.66米/秒，74公里/小时        |
| 滑翔比                             | 34，时速90公里                |

## 链接
- . Alexander Schleicher.   [23. März 2009]. |periodical=和|work=只需其一 (帮助);

（页面存档备份，存于）